# Sudáfrica en la Copa Mundial de Fútbol de 2002
La selección de Sudáfrica fue uno de los 32 equipos participantes en la Copa Mundial de Fútbol de 2002, torneo que se llevó a cabo del 31 de mayo al 30 de junio en Corea del Sur y Japón.
El conjunto africano integró el Grupo B, en el que también estaban Paraguay, España y Eslovenia.
Sudáfrica debutó en el Mundial enfrentando a Paraguay. Los goles de Roque Santa Cruz y Francisco Arce parecían confirmar la victoria de los guaraníes. Sin embargo, los bafana bafana se lanzaron al ataque y los sudamericanos se relajaron, Teboho Mokoena encontró el descuento para Sudáfrica, pero cuando Paraguay aseguraba su victoria, Sibusiso Zuma fue derribado en el área por el arquero paraguayo y el árbitro concedió penal. Quinton Fortune se encargó de cambiar el penal por gol, y decretó el empate final, 2:2. En su segundo partido, los sudafricanos se las vieron con Eslovenia, en el que sería el duelo de cenicientas del grupo. Fue un partido pobre que se resolvió con un gol de Siyabonga Nomvethe a los 4 minutos de comenzado el partido, y que significó el primer triunfo mundialista para Sudáfrica. Los dirigidos por Jomo Sono se ilusionaban con dar la sorpresa, ya que estaban cerca de los Octavos de final tras la derrota paralela del equipo paraguayo ante España. Jugándose la clasificación con los ibéricos (quienes ya se encontraban clasificados con dos victorias) los africanos dieron pelea e intentaron lograr un empate para asegurar su clasificación (ya que competían con Paraguay por ésta). El equipo sudafricano se encontró con los goles de Benni McCarthy y Lucas Radebe, pero no serían suficientes para evitar una derrota a manos de los españoles que se llevaron el triunfo por 3:2, y con él, el liderato de la zona. Necesitaban que Paraguay no derrote a Eslovenia por dos goles de diferencia para hacer historia y pasar a la segunda ronda mundialista. El conjunto paraguayo terminó derrotando a los eslovenos por 3:1, por lo que Sudáfrica debió despedirse del torneo en fase de grupos.
El equipo sudafricano finalizó en la posición 17 de las estadísticas generales, por lo que terminaron siendo el mejor equipo de todos los eliminados en primera ronda, por lo que se puede decir que esta es hasta el momento la mejor actuación de Sudáfrica en Mundiales.

## Clasificación

### Primera Ronda
| Equipo 1 | Agr. | Equipo 2  | Ida | Vuelta |
| -------- | ---- | --------- | --- | ------ |
| Lesoto   | 0–3  | Sudáfrica | 0–2 | 0–1    |

### Ronda Final

#### Grupo E
| País         | J        | G        | E        | P        | GF       | GC       | GD       | Pts      |
| ------------ | -------- | -------- | -------- | -------- | -------- | -------- | -------- | -------- |
| Sudáfrica    | 6        | 5        | 1        | 0        | 10       | 3        | 7        | 16       |
| Zimbabue     | 6        | 4        | 0        | 2        | 7        | 5        | 2        | 12       |
| Burkina Faso | 6        | 1        | 2        | 3        | 7        | 8        | -1       | 5        |
| Malaui       | 6        | 0        | 1        | 5        | 4        | 12       | -8       | 1        |
| Guinea       | Excluído | Excluído | Excluído | Excluído | Excluído | Excluído | Excluído | Excluído |

|                         | Bandera de Burkina Faso | Bandera de Guinea | Bandera de Malaui | Bandera de Sudáfrica | Bandera de Zimbabue |
| ----------------------- | ----------------------- | ----------------- | ----------------- | -------------------- | ------------------- |
| Bandera de Burkina Faso | –                       | –                 | 4–2               | 1–1                  | 1–2                 |
| Bandera de Guinea       | –                       | –                 | –                 | –                    | –                   |
| Bandera de Malaui       | 1–1                     | –                 | –                 | 1–2                  | 0–1                 |
| Bandera de Sudáfrica    | 1–0                     | –                 | 2–0               | –                    | 2–1                 |
| Bandera de Zimbabue     | 1–0                     | –                 | 2–0               | 0–2                  | –                   |

## Jugadores
Entrenador:  Jomo Sono
| No. | Pos. | Jugador              | Fecha de nacimiento (edad)         | Apa. | Club               |
| --- | ---- | -------------------- | ---------------------------------- | ---- | ------------------ |
| 1   | POR  | Hans Vonk            | 30 de enero de 1970 (32 años)      | 29   | Heerenveen         |
| 2   | DEF  | Cyril Nzama          | 26 de junio de 1974 (27 años)      | 19   | Kaizer Chiefs      |
| 3   | DEF  | Bradley Carnell      | 21 de enero de 1977 (25 años)      | 21   | VfB Stuttgart      |
| 4   | DEF  | Aaron Mokoena        | 25 de noviembre de 1980 (21 años)  | 22   | Germinal Beerschot |
| 5   | DEF  | Jacob Lekgetho †     | 24 de marzo de 1974 (28 años)      | 15   | Lokomotiv Moscow   |
| 6   | MED  | MacBeth Sibaya       | 25 de noviembre de 1977 (24 años)  | 9    | Jomo Cosmos        |
| 7   | MED  | Quinton Fortune      | 21 de mayo de 1977 (25 años)       | 39   | Manchester United  |
| 8   | MED  | Thabo Mngomeni       | 24 de junio de 1969 (32 años)      | 37   | Orlando Pirates    |
| 9   | MED  | MacDonald Mukansi    | 26 de mayo de 1975 (27 años)       | 7    | Lokomotiv Sofia    |
| 10  | MED  | Bennett Mnguni       | 18 de marzo de 1974 (28 años)      | 9    | Lokomotiv Moscow   |
| 11  | MED  | Jabu Pule            | 11 de julio de 1980 (21 años)      | 9    | Kaizer Chiefs      |
| 12  | MED  | Teboho Mokoena       | 10 de julio de 1974 (27 años)      | 10   | St. Gallen         |
| 13  | DEF  | Pierre Issa          | 12 de septiembre de 1975 (26 años) | 41   | Watford            |
| 14  | DEL  | Siyabonga Nomvethe   | 2 de diciembre de 1977 (24 años)   | 30   | Udinese            |
| 15  | MED  | Sibusiso Zuma        | 23 de junio de 1975 (26 años)      | 22   | Copenhagen         |
| 16  | POR  | Andre Arendse        | 27 de junio de 1967 (34 años)      | 49   | Santos Cape Town   |
| 17  | DEL  | Benni McCarthy       | 12 de noviembre de 1977 (24 años)  | 43   | Porto              |
| 18  | MED  | Delron Buckley       | 7 de diciembre de 1977 (24 años)   | 32   | VfL Bochum         |
| 19  | DEF  | Lucas Radebe         | 12 de abril de 1969 (33 años)      | 65   | Leeds United       |
| 20  | POR  | Calvin Marlin        | 20 de abril de 1976 (26 años)      | 2    | Ajax Cape Town     |
| 21  | MED  | Steven Pienaar       | 17 de marzo de 1982 (20 años)      | 0    | Ajax               |
| 22  | DEF  | Thabang Molefe       | 11 de abril de 1979 (23 años)      | 5    | Jomo Cosmos        |
| 23  | DEL  | George Koumantarakis | 27 de marzo de 1974 (28 años)      | 6    | Basel              |

## Participación
- Los horarios corresponden a la hora local de Corea del Sur y Japón (UTC+9).

### Partidos
| Fecha       | Lugar   | Instancia      |           |                      | Resultado |                      |           |
| ----------- | ------- | -------------- | --------- | -------------------- | --------- | -------------------- | --------- |
| 2 de junio  | Busan   | Fase de grupos | Paraguay  | Bandera de Paraguay  | 2:2 (1:0) | Bandera de Sudáfrica | Sudáfrica |
| 8 de junio  | Daegu   | Fase de grupos | Sudáfrica | Bandera de Sudáfrica | 1:0 (1:0) | Bandera de Eslovenia | Eslovenia |
| 12 de junio | Daejeon | Fase de grupos | Sudáfrica | Bandera de Sudáfrica | 2:3 (1:2) | Bandera de España    | España    |

### Fase de grupos - Grupo B
| Selección | Pts | PJ | PG | PE | PP | GF | GC | Dif |
| --------- | --- | -- | -- | -- | -- | -- | -- | --- |
| España    | 9   | 3  | 3  | 0  | 0  | 9  | 4  | 5   |
| Paraguay  | 4   | 3  | 1  | 1  | 1  | 6  | 6  | 0   |
| Sudáfrica | 4   | 3  | 1  | 1  | 1  | 5  | 5  | 0   |
| Eslovenia | 0   | 3  | 0  | 0  | 3  | 2  | 7  | −5  |

|  | Clasificados a los octavos de final. |

#### Paraguay vs. Sudáfrica
| 2 de junio, 16:30 | Paraguay                  | 2:2 (1:0) | Sudáfrica                             | Estadio Asiad, Busan                                     |                                                          |
|                   | Santa Cruz 39' · Arce 55' | Reporte   | T. Mokoena 63' · Fortune 90+1' (pen.) | Asistencia: 25 186 espectadores Árbitro(s): Ľuboš Micheľ | Asistencia: 25 186 espectadores Árbitro(s): Ľuboš Micheľ |

| 22         | Guardameta     | Ricardo Tavarelli   |     |
| 2          | Defensa        | Francisco Arce      |     |
| 4          | Defensa        | Carlos Gamarra      |     |
| 5          | Defensa        | Celso Ayala         |     |
| 18         | Defensa        | Julio César Cáceres |     |
| 21         | Defensa        | Denis Caniza        |     |
| 6          | Centrocampista | Estanislao Struway  | 86' |
| 8          | Centrocampista | Guido Alvarenga     | 66' |
| 10         | Centrocampista | Roberto Acuña       |     |
| 9          | Delantero      | Roque Santa Cruz    |     |
| 11         | Delantero      | Jorge Campos        | 73' |
| Entrenador | Entrenador     | Cesare Maldini      |     |

| 16         | Guardameta     | Andre Arendse   |     |
| 2          | Defensa        | Cyril Nzama     |     |
| 3          | Defensa        | Bradley Carnell |     |
| 4          | Defensa        | Aaron Mokoena   |     |
| 13         | Defensa        | Pierre Issa     | 27' |
| 19         | Defensa        | Lucas Radebe    |     |
| 6          | Centrocampista | MacBeth Sibaya  |     |
| 7          | Centrocampista | Quinton Fortune |     |
| 12         | Centrocampista | Teboho Mokoena  |     |
| 15         | Centrocampista | Sibusiso Zuma   |     |
| 17         | Delantero      | Benni McCarthy  | 78' |
| Entrenador | Entrenador     | Jomo Sono       |     |

| 14 | Centrocampista | Diego Gavilán    | 66' |
| 16 | Centrocampista | Gustavo Morínigo | 73' |
| 17 | Defensa        | Juan Franco      | 86' |

| 9  | Centrocampista | MacDonald Mukansi    | 27' |
| 23 | Delantero      | George Koumantarakis | 78' |

| Anotado | 39' | Roque Santa Cruz | 1:0 |
| Anotado | 55' | Francisco Arce   | 2:0 |

| Anotado         | 63'   | Teboho Mokoena  | 2:1 |
| Anotado · Penal | 90+1' | Quinton Fortune | 2:2 |

| Amonestado | 35'   | Julio César Cáceres |
| Amonestado | 65'   | Denis Caniza        |
| Amonestado | 90'   | Ricardo Tavarelli   |
| Amonestado | 90+3' | Juan Franco         |

| Amonestado | 3'    | Aaron Mokoena  |
| Amonestado | 9'    | Pierre Issa    |
| Amonestado | 38'   | Benni McCarthy |
| Amonestado | 45+2' | Sibusiso Zuma  |

| Árbitro             | Ľuboš Micheľ   |
| Árbitros asistentes | Igor Šramka    |
| Árbitros asistentes | Curtis Charles |
| Cuarto árbitro      | Hugh Dallas    |

| 22         | Guardameta     | Ricardo Tavarelli   |     |
| 2          | Defensa        | Francisco Arce      |     |
| 4          | Defensa        | Carlos Gamarra      |     |
| 5          | Defensa        | Celso Ayala         |     |
| 18         | Defensa        | Julio César Cáceres |     |
| 21         | Defensa        | Denis Caniza        |     |
| 6          | Centrocampista | Estanislao Struway  | 86' |
| 8          | Centrocampista | Guido Alvarenga     | 66' |
| 10         | Centrocampista | Roberto Acuña       |     |
| 9          | Delantero      | Roque Santa Cruz    |     |
| 11         | Delantero      | Jorge Campos        | 73' |
| Entrenador | Entrenador     | Cesare Maldini      |     |

| 16         | Guardameta     | Andre Arendse   |     |
| 2          | Defensa        | Cyril Nzama     |     |
| 3          | Defensa        | Bradley Carnell |     |
| 4          | Defensa        | Aaron Mokoena   |     |
| 13         | Defensa        | Pierre Issa     | 27' |
| 19         | Defensa        | Lucas Radebe    |     |
| 6          | Centrocampista | MacBeth Sibaya  |     |
| 7          | Centrocampista | Quinton Fortune |     |
| 12         | Centrocampista | Teboho Mokoena  |     |
| 15         | Centrocampista | Sibusiso Zuma   |     |
| 17         | Delantero      | Benni McCarthy  | 78' |
| Entrenador | Entrenador     | Jomo Sono       |     |

| 14 | Centrocampista | Diego Gavilán    | 66' |
| 16 | Centrocampista | Gustavo Morínigo | 73' |
| 17 | Defensa        | Juan Franco      | 86' |

| 9  | Centrocampista | MacDonald Mukansi    | 27' |
| 23 | Delantero      | George Koumantarakis | 78' |

| Anotado | 39' | Roque Santa Cruz | 1:0 |
| Anotado | 55' | Francisco Arce   | 2:0 |

| Anotado         | 63'   | Teboho Mokoena  | 2:1 |
| Anotado · Penal | 90+1' | Quinton Fortune | 2:2 |

| Amonestado | 35'   | Julio César Cáceres |
| Amonestado | 65'   | Denis Caniza        |
| Amonestado | 90'   | Ricardo Tavarelli   |
| Amonestado | 90+3' | Juan Franco         |

| Amonestado | 3'    | Aaron Mokoena  |
| Amonestado | 9'    | Pierre Issa    |
| Amonestado | 38'   | Benni McCarthy |
| Amonestado | 45+2' | Sibusiso Zuma  |

| Árbitro             | Ľuboš Micheľ   |
| Árbitros asistentes | Igor Šramka    |
| Árbitros asistentes | Curtis Charles |
| Cuarto árbitro      | Hugh Dallas    |

| Estadísticas      | Bandera de Paraguay | Bandera de Sudáfrica |
| Tiros             | 10                  | 12                   |
| Tiros a puerta    | 8                   | 6                    |
| Faltas            | 13                  | 9                    |
| Saques de esquina | 4                   | 3                    |
| Penaltis          | 0                   | 1 (1)                |
| Fueras de juego   | 3                   | 0                    |
| Posesión de balón | 45%                 | 55%                  |

#### Sudáfrica vs. Eslovenia
| 8 de junio, 15:30 | Sudáfrica   | 1:0 (1:0) | Eslovenia | Estadio Mundialista, Daegu                                |                                                           |
|                   | Nomvethe 4' | Reporte   |           | Asistencia: 47 226 espectadores Árbitro(s): Ángel Sánchez | Asistencia: 47 226 espectadores Árbitro(s): Ángel Sánchez |

| 16         | Guardameta     | Andre Arendse      |     |
| 2          | Defensa        | Cyril Nzama        |     |
| 3          | Defensa        | Bradley Carnell    |     |
| 4          | Defensa        | Aaron Mokoena      |     |
| 19         | Defensa        | Lucas Radebe       |     |
| 6          | Centrocampista | MacBeth Sibaya     |     |
| 7          | Centrocampista | Quinton Fortune    | 84' |
| 12         | Centrocampista | Teboho Mokoena     |     |
| 15         | Centrocampista | Sibusiso Zuma      |     |
| 14         | Delantero      | Siyabonga Nomvethe | 71' |
| 17         | Delantero      | Benni McCarthy     | 80' |
| Entrenador | Entrenador     | Jomo Sono          |     |

| 1          | Guardameta     | Marko Simeunovič    |     |
| 3          | Defensa        | Željko Milinovič    |     |
| 4          | Defensa        | Muamer Vugdalić     |     |
| 6          | Defensa        | Aleksander Knavs    | 60' |
| 7          | Centrocampista | Džoni Novak         |     |
| 8          | Centrocampista | Aleš Čeh            |     |
| 11         | Centrocampista | Miran Pavlin        |     |
| 18         | Centrocampista | Milenko Ačimovič    | 60' |
| 19         | Centrocampista | Amir Karić          |     |
| 13         | Delantero      | Mladen Rudonja      |     |
| 21         | Delantero      | Sebastjan Cimirotič | 41' |
| Entrenador | Entrenador     | Srečko Katanec      |     |

| 18 | Delantero      | Delron Buckley       | 71' |
| 23 | Centrocampista | George Koumantarakis | 80' |
| 11 | Delantero      | Jabu Pule            | 84' |

| 9  | Delantero      | Milan Osterc    | 41' |
| 20 | Centrocampista | Nastja Čeh      | 60' |
| 23 | Defensa        | Spasoje Bulajič | 60' |

| Anotado | 4' | Siyabonga Nomvethe | 1:0 |

| Amonestado | 12' | Lucas Radebe   |
| Amonestado | 59' | Teboho Mokoena |

| Amonestado | 35' | Muamer Vugdalić  |
| Amonestado | 52' | Željko Milinovič |
| Amonestado | 62' | Aleš Čeh         |
| Amonestado | 75' | Miran Pavlin     |

| Árbitro             | Ángel Sánchez   |
| Árbitros asistentes | Jorge Rattalino |
| Árbitros asistentes | Ali Al Traifi   |
| Cuarto árbitro      | Jan Wegereef    |

| 16         | Guardameta     | Andre Arendse      |     |
| 2          | Defensa        | Cyril Nzama        |     |
| 3          | Defensa        | Bradley Carnell    |     |
| 4          | Defensa        | Aaron Mokoena      |     |
| 19         | Defensa        | Lucas Radebe       |     |
| 6          | Centrocampista | MacBeth Sibaya     |     |
| 7          | Centrocampista | Quinton Fortune    | 84' |
| 12         | Centrocampista | Teboho Mokoena     |     |
| 15         | Centrocampista | Sibusiso Zuma      |     |
| 14         | Delantero      | Siyabonga Nomvethe | 71' |
| 17         | Delantero      | Benni McCarthy     | 80' |
| Entrenador | Entrenador     | Jomo Sono          |     |

| 1          | Guardameta     | Marko Simeunovič    |     |
| 3          | Defensa        | Željko Milinovič    |     |
| 4          | Defensa        | Muamer Vugdalić     |     |
| 6          | Defensa        | Aleksander Knavs    | 60' |
| 7          | Centrocampista | Džoni Novak         |     |
| 8          | Centrocampista | Aleš Čeh            |     |
| 11         | Centrocampista | Miran Pavlin        |     |
| 18         | Centrocampista | Milenko Ačimovič    | 60' |
| 19         | Centrocampista | Amir Karić          |     |
| 13         | Delantero      | Mladen Rudonja      |     |
| 21         | Delantero      | Sebastjan Cimirotič | 41' |
| Entrenador | Entrenador     | Srečko Katanec      |     |

| 18 | Delantero      | Delron Buckley       | 71' |
| 23 | Centrocampista | George Koumantarakis | 80' |
| 11 | Delantero      | Jabu Pule            | 84' |

| 9  | Delantero      | Milan Osterc    | 41' |
| 20 | Centrocampista | Nastja Čeh      | 60' |
| 23 | Defensa        | Spasoje Bulajič | 60' |

| Anotado | 4' | Siyabonga Nomvethe | 1:0 |

| Amonestado | 12' | Lucas Radebe   |
| Amonestado | 59' | Teboho Mokoena |

| Amonestado | 35' | Muamer Vugdalić  |
| Amonestado | 52' | Željko Milinovič |
| Amonestado | 62' | Aleš Čeh         |
| Amonestado | 75' | Miran Pavlin     |

| Árbitro             | Ángel Sánchez   |
| Árbitros asistentes | Jorge Rattalino |
| Árbitros asistentes | Ali Al Traifi   |
| Cuarto árbitro      | Jan Wegereef    |

| Estadísticas      | Bandera de Sudáfrica | Bandera de Eslovenia |
| Tiros             | 13                   | 5                    |
| Tiros a puerta    | 8                    | 1                    |
| Faltas            | 20                   | 16                   |
| Saques de esquina | 6                    | 6                    |
| Penaltis          | 0                    | 0                    |
| Fueras de juego   | 4                    | 2                    |
| Posesión de balón | 54%                  | 46%                  |

#### Sudáfrica vs. España
| 12 de junio, 20:30 | Sudáfrica                 | 2:3 (1:2) | España                        | Estadio Mundialista, Daejeon                                     |                                                                  |
|                    | McCarthy 31' · Radebe 53' | Reporte   | Raúl 4', 56' · Mendieta 45+1' | Asistencia: 31 024 espectadores Árbitro(s): Saad Kamil Al-Fadhli | Asistencia: 31 024 espectadores Árbitro(s): Saad Kamil Al-Fadhli |

| 16         | Guardameta     | Andre Arendse      |     |
| 2          | Defensa        | Cyril Nzama        |     |
| 3          | Defensa        | Bradley Carnell    |     |
| 4          | Defensa        | Aaron Mokoena      |     |
| 19         | Defensa        | Lucas Radebe       | 80' |
| 6          | Centrocampista | MacBeth Sibaya     |     |
| 7          | Centrocampista | Quinton Fortune    | 83' |
| 12         | Centrocampista | Teboho Mokoena     |     |
| 15         | Centrocampista | Sibusiso Zuma      |     |
| 14         | Delantero      | Siyabonga Nomvethe | 74' |
| 17         | Delantero      | Benni McCarthy     |     |
| Entrenador | Entrenador     | Jomo Sono          |     |

| 1          | Guardameta     | Iker Casillas        |     |
| 2          | Defensa        | Curro Torres         |     |
| 15         | Defensa        | Enrique Romero       |     |
| 19         | Defensa        | Xavi Hernández       |     |
| 20         | Defensa        | Miguel Ángel Nadal   |     |
| 4          | Centrocampista | Iván Helguera        |     |
| 14         | Centrocampista | David Albelda        | 53' |
| 16         | Centrocampista | Gaizka Mendieta      |     |
| 22         | Centrocampista | Joaquín              |     |
| 7          | Delantero      | Raúl                 | 82' |
| 9          | Delantero      | Fernando Morientes   | 77' |
| Entrenador | Entrenador     | José Antonio Camacho |     |

| 23 | Delantero | George Koumantarakis | 74' |
| 22 | Defensa   | Thabang Molefe       | 80' |
| 5  | Defensa   | Jacob Lekgetho       | 83' |

| 18 | Centrocampista | Sergio González | 53' |
| 12 | Delantero      | Albert Luque    | 77' |
| 21 | Centrocampista | Luis Enrique    | 82' |

| Anotado | 31' | Benni McCarthy | 1:1 |
| Anotado | 53' | Lucas Radebe   | 2:2 |

| Anotado | 4'    | Raúl            | 0:1 |
| Anotado | 45+1' | Gaizka Mendieta | 1:2 |
| Anotado | 56'   | Raúl            | 2:3 |

| Amonestado | 16' | Cyril Nzama        |
| Amonestado | 67' | Bradley Carnell    |
| Amonestado | 69' | Siyabonga Nomvethe |
| Amonestado | 81' | Aaron Mokoena      |

| Árbitro             | Saad Kamil Al-Fadhli |
| Árbitros asistentes | Jorge Rattalino      |
| Árbitros asistentes | Awni Hassouneh       |
| Cuarto árbitro      | Mohamed Guezzaz      |

| 16         | Guardameta     | Andre Arendse      |     |
| 2          | Defensa        | Cyril Nzama        |     |
| 3          | Defensa        | Bradley Carnell    |     |
| 4          | Defensa        | Aaron Mokoena      |     |
| 19         | Defensa        | Lucas Radebe       | 80' |
| 6          | Centrocampista | MacBeth Sibaya     |     |
| 7          | Centrocampista | Quinton Fortune    | 83' |
| 12         | Centrocampista | Teboho Mokoena     |     |
| 15         | Centrocampista | Sibusiso Zuma      |     |
| 14         | Delantero      | Siyabonga Nomvethe | 74' |
| 17         | Delantero      | Benni McCarthy     |     |
| Entrenador | Entrenador     | Jomo Sono          |     |

| 1          | Guardameta     | Iker Casillas        |     |
| 2          | Defensa        | Curro Torres         |     |
| 15         | Defensa        | Enrique Romero       |     |
| 19         | Defensa        | Xavi Hernández       |     |
| 20         | Defensa        | Miguel Ángel Nadal   |     |
| 4          | Centrocampista | Iván Helguera        |     |
| 14         | Centrocampista | David Albelda        | 53' |
| 16         | Centrocampista | Gaizka Mendieta      |     |
| 22         | Centrocampista | Joaquín              |     |
| 7          | Delantero      | Raúl                 | 82' |
| 9          | Delantero      | Fernando Morientes   | 77' |
| Entrenador | Entrenador     | José Antonio Camacho |     |

| 23 | Delantero | George Koumantarakis | 74' |
| 22 | Defensa   | Thabang Molefe       | 80' |
| 5  | Defensa   | Jacob Lekgetho       | 83' |

| 18 | Centrocampista | Sergio González | 53' |
| 12 | Delantero      | Albert Luque    | 77' |
| 21 | Centrocampista | Luis Enrique    | 82' |

| Anotado | 31' | Benni McCarthy | 1:1 |
| Anotado | 53' | Lucas Radebe   | 2:2 |

| Anotado | 4'    | Raúl            | 0:1 |
| Anotado | 45+1' | Gaizka Mendieta | 1:2 |
| Anotado | 56'   | Raúl            | 2:3 |

| Amonestado | 16' | Cyril Nzama        |
| Amonestado | 67' | Bradley Carnell    |
| Amonestado | 69' | Siyabonga Nomvethe |
| Amonestado | 81' | Aaron Mokoena      |

| Árbitro             | Saad Kamil Al-Fadhli |
| Árbitros asistentes | Jorge Rattalino      |
| Árbitros asistentes | Awni Hassouneh       |
| Cuarto árbitro      | Mohamed Guezzaz      |

| Estadísticas      | Bandera de Sudáfrica | Bandera de España |
| Tiros             | 5                    | 12                |
| Tiros a puerta    | 3                    | 8                 |
| Faltas            | 16                   | 7                 |
| Saques de esquina | 3                    | 7                 |
| Penaltis          | 0                    | 0                 |
| Fueras de juego   | 1                    | 2                 |
| Posesión de balón | 43%                  | 57%               |